# 王希瑤
王希瑤(Viona WANG Xi-Yao， 1983年8月15日—)，曾為香港亞洲電視合約女藝員。被譽為「翻版李嘉欣」的王希瑤，身高5呎9吋，體重115磅，興趣為上網、健身、書法、駕駛。當選前爲一採購經理。2009年參選2009亞洲小姐競選，奪得總決賽亞軍。

## 演出作品

### 節目主持
- 亞洲電視
  - 《家在中國》 (2010)

## 獎項
- 2009年 亞洲小姐競選總決賽 ——亞軍

| 前任： 顏子菲 | 亞洲小姐競選亞軍 2009年 | 繼任： 維他·芝寶絲娃 |